# أمير أباد بابكان (سبيدار)
أمیر أباد بابکان (بالفارسية: امیرآباد بابکان) هي قرية تقع في إيران في قسم سبیدار الريفي. يقدر عدد سكانها بـ 294 نسمة .